# Sovinjak (jezero)
Sovinjak, maleno jezero i ribnjak u Štitnjaku pokraj Požege.

## Opis
Nastalo u današnjem obliku privatnim poduzetništvom početkom 90-tih godina, na mjestu gdje se dotada nalazila močvara. Postoji nekoliko vrsta riba koje žive u njemu (šaran, som, smuđ, etc. ), a dozvoljeno je pecanje i kampiranje, te postaje privlačno odredište za ruralni turizam. U blizini postoji i biciklistička staza, te je u planu turističke ponude i brdski biciklizam.